# Elkalyce dodgei
Elkalyce dodgei är en fjärilsart som beskrevs av Gunder 1927. Elkalyce dodgei ingår i släktet Elkalyce och familjen juvelvingar. Inga underarter finns listade i Catalogue of Life.